# VR PartnerBank Chattengau-Schwalm-Eder
Die VR Partnerbank eG Chattengau-Schwalm-Eder ist eine Genossenschaftsbank mit Sitz in Melsungen.  Das Geschäftsgebiet der Bank umfasst die Gemeinden Edermünde, Frielendorf, Fritzlar, Felsberg, Fuldabrück,  Gudensberg, Guxhagen, Homberg, Körle, Malsfeld, Melsungen, Niedenstein, Knüllwald und Wabern.

## Geschichte
2017 fusionierten die VR-Bank Chattengau eG und die VR-Bank Schwalm-Eder Volksbank Raiffeisenbank eG zur heutigen VR PartnerBank eG. Die Bank feierte 2013 ihr 150-jähriges Jubiläum.
Die VR-Bank Schwalm-Eder führt ihre Anfänge auf den Vorschussverein zu Melsungen zurück, der am 30. November 1863 von 16 Personen gegründet wurde und aus dem 1942 die Volksbank Melsungen und 1978 durch Fusion mit der Raiffeisenbank Melsungen die Volksbank + Raiffeisenbank Melsungen eG entstand. 1994 fusionierte sie mit der  Raiffeisenbank Gensungen eG, die aus dem in den 1880er Jahren gegründeten Darlehensverein zu Gensungen hervorgegangen war, zur VR-Bank Melsungen-Gensungen eG. Die Volksbank + Raiffeisenbank Homberg entstand 1974 aus dem Zusammenschluss von Raiffeisenkasse und Volksbank. Ein Vorgängerinstitut war der 1889 gegründete Vorschuß- und Sparkassenverein eGmuH in Homberg. 1952 wurde die Volksbank Fritzlar gegründet, die 1989 mit der Raiffeisenbank Fritzlar zur VR-Bank Fritzlar eG fusionierte. 1998 fusionierten die Volksbank + Raiffeisenbank Homberg mit der VR-Bank Fritzlar eG und der VR-Bank Melsungen-Gensungen eG zur VR-Bank Schwalm-Eder Volksbank Raiffeisenbank eG.

## Rechtsgrundlagen
Rechtsgrundlagen der Bank sind ihre Satzung und das Genossenschaftsgesetz. Die Organe der Genossenschaftsbank sind der Vorstand, der Aufsichtsrat und die Vertreterversammlung. Die Bank ist der Sicherungseinrichtung des Bundesverbandes der Deutschen Volksbanken und Raiffeisenbanken e.V. angeschlossen, die aus dem Garantiefonds und dem Garantieverbund besteht.

## Stiftung
Die Förderung ist vielfältig und unterstützt die Region im Geschäftsgebiet der VR-Bank. Das Stiftungskapital beträgt 1.000.000 Euro. Mit den Erträgen aus dem Stiftungskapital werden gemeinnützige und mildtätige Organisationen und Projekte gefördert.